# شون ستوري
شون ستوري (بالإنجليزية: Sean Storey)‏ هو لاعب سنوكر بريطاني، ولد في 19 أغسطس 1971 في Scunthorpe ‏ في المملكة المتحدة.

## روابط خارجية
- شون ستوري على موقع CueTracker.net (الإنجليزية)